# Баронина, Александра Алексеевна
Александра Алексеевна Баронина (1909 — 1996) — передовик советского сельского хозяйства, доярка колхоза «Путь к коммуне» Ленинский район Московской области, Герой Социалистического Труда (1950).

## Биография
Родилась в 1909 году на территории Московской губернии в семье крестьянина. Трудовую деятельность вела в колхозе «Путь к коммуне» Ленинский район Московской области. Работала дояркой в селе Молоково Ленинского района. По итогам результативной работы в 1948 году была награждена орденом Трудового Красного Знамени.
По итогам трудовой деятельности в 1949 году показала высокие производственные показатели по надою молока. От девяти закреплённых коров она смогла получить 5123 килограмма молока с содержанием 195 килограммов молочного жира в среднем от каждой коровы за год.  
За достижение высоких показателей в животноводстве в 1949 году при выполнении колхозом обязательных поставок государству, контрактации, натуроплаты за работу МТС и плана прироста поголовья по каждому продуктивному виду скота и птицы, Указом Президиума Верховного Совета СССР от 18 сентября 1950 года Александре Алексеевне Барониной было присвоено звание Героя Социалистического Труда с вручением ордена Ленина и золотой медали «Серп и Молот».
В дальнейшем продолжала трудовую деятельность. В 1950 году вновь показала высокие производственные показатели, сумев получить от каждой коровы по 5012 килограмм молока с содержанием 190 килограммов молочного жира в среднем. За что была удостоена вторым орденом Ленина. Трудилась в колхозе до выхода на заслуженный отдых.     
Проживала в селе Молоково Ленинского района Московской области. Умерла в 1996 году.

## Награды
За трудовые успехи удостоена:
- золотая звезда «Серп и Молот» (18.09.1950),
- два ордена Ленина (18.09.1950, 01.11.1951),
- Орден Трудового Красного Знамени (07.04.1949),
- другие медали.